# Heterodera
Heterodera is een geslacht van plantenparasitaire aaltjes, die tot de familie Heteroderidae behoort. De soorten van het geslacht tasten verschillende gewassen aan en veroorzaken vaak grote economische schade.
De larven ontwikkelen zich in de eieren die in het lichaam van het vrouwtje blijven zitten. In het eiomhulsel blijven ze in rust. Het vrouwtje sterft af en de cuticula van het vrouwtje wordt hard en vormt een cyst. In de cyst kunnen de larven 8 - 10 jaar overleven. Onder gunstige omstandigheden van onder meer bodemvochtigheid, grondtemperatuur en beluchting, worden de larven door uitscheidingen van de wortels van de waardplant uit de cyst gelokt. Ze verplaatsen zich vervolgens naar de wortels van de waardplant en dringen met hun mondstekel het wortelweefsel binnen. In de centrale cilinder van de wortel geeft de larve met de mondstekel in een enkele cel een stof af, waardoor deze cel plaatselijk de celwand afbreekt en versmelt met buurcellen tot een syncytium met meerdere kernen. De larve voedt zich gedurende de gehele ontwikkeling via dit syncytium. Na twee larvale stadia worden mannetjes en vrouwtjes gevormd, die tijdens hun verdere groei nog twee larvale stadia doorlopen.

## Soorten
- Heterodera amygdali
- Heterodera arenaria
- Heterodera aucklandica
- Heterodera avenae
- Heterodera bergeniae
- Heterodera bifenestra
- Heterodera cacti
- Heterodera cajani
- Heterodera canadensis
- Heterodera cardiolata
- Heterodera carotae
- Heterodera ciceri
- Heterodera cruciferae
- Heterodera delvii
- Heterodera elachista
- Heterodera filipjevi
- Heterodera gambiensis
- Heterodera glycines
- Heterodera goettingiana
- Heterodera hordecalis
- Heterodera humuli
- Heterodera latipons
- Heterodera longicaudata
- Heterodera medicaginis
- Heterodera oryzae
- Heterodera oryzicola
- Heterodera rosii
- Heterodera sacchari
- Heterodera schachtii, wit bietencystenaaltje
- Heterodera tabacum
- Heterodera trifolii
- Heterodera ustinovi
- Heterodera zeae